# Euthore confusa
Euthore confusa – gatunek ważki z rodziny Polythoridae. Występuje na terenie Ameryki Południowej; znany jest jedynie z miejsca typowego w prowincji Pastaza w Ekwadorze; brak stwierdzeń po 1939 roku.